# Союз шести городов

Баутцен

Гёрлиц

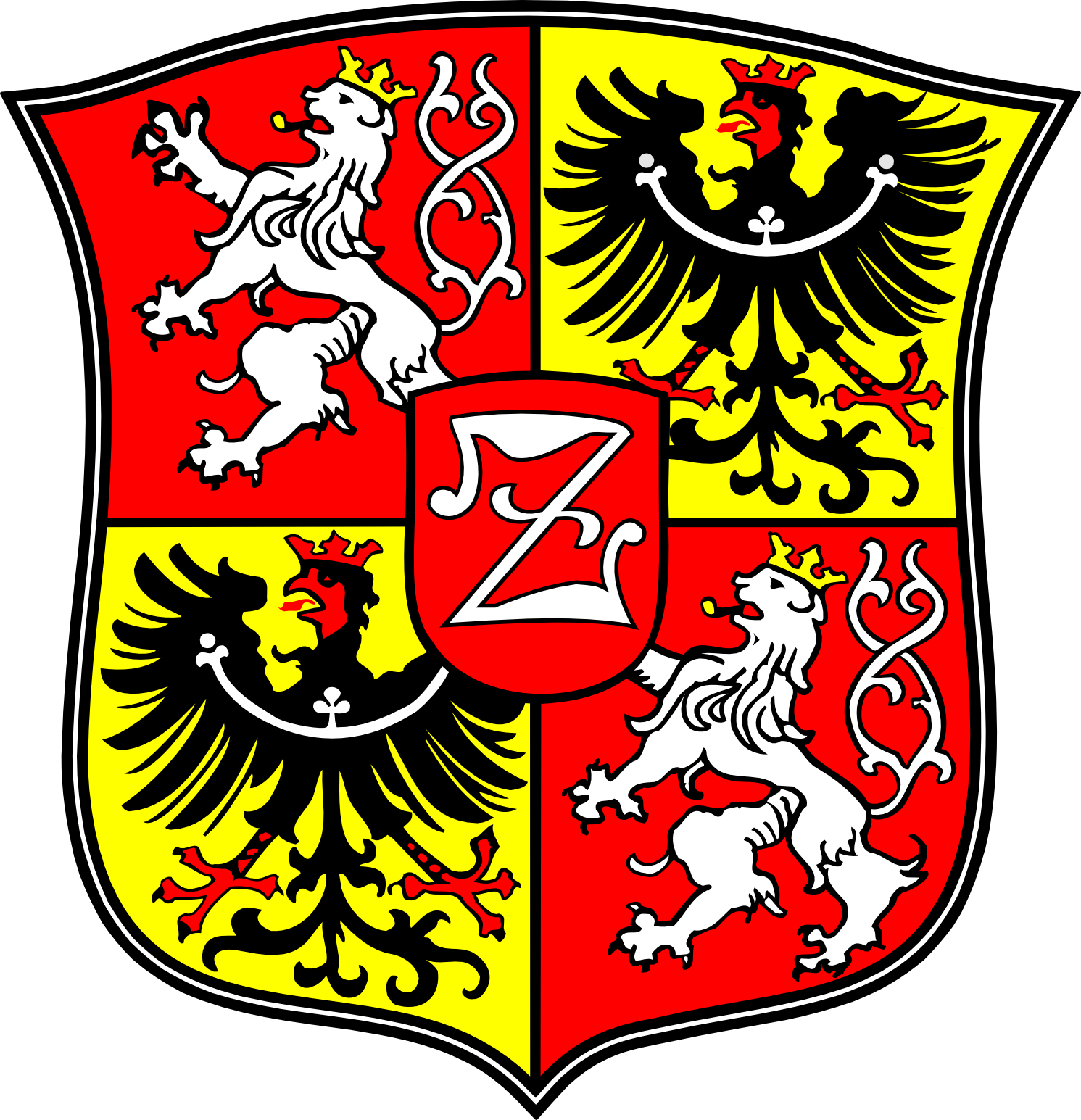
Циттау

Лаубан

Лёбау

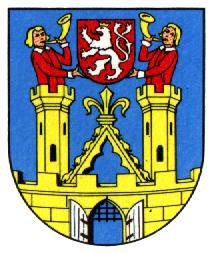
Каменц

Сою́з шести́ городо́в (нем. Oberlausitzer Sechsstädtebund) объединял города Верхней Лужицы: Баутцен, Гёрлиц, Каменц, Лаубан, Лёбау и Циттау. Он существовал с 1346 по 1815 год.

## Основание
Для обеспечения земского мира в Верхней Лужице 21 августа 1346 года города Баутцен, Гёрлиц, Каменц, Лаубан, Лёбау и Циттау заключили договор о союзе взаимопомощи, который был направлен против рыцарей. В начале союз не был тесным, но впоследствии он развился и стал влиятельным союзом, который пережил все другие союзы городов, включая Ганзу. Союз привёл к сильному росту престижа и политической власти его членов.
Инициатива создания союза, возможно, исходила от германского императора Карла IV, для создания противовеса земельному дворянству. В 1351 году он признал союз и в 1355 году сам приехал в Верхнюю Лужицу, где он приказал городам разрушить крепости Толленштайн, Ойбин, Ландескроне и Фалькенштайн, в которых прятались рыцари-разбойники.

## Положение городов среди союза
Хотя Баутцен был центром управления, а Гёрлиц в течение нескольких веков был экономически наиболее развитым и многонаселённым городом, различия между городами союза не были такими значительными, чтобы возник доминирующий во всех сферах центр союза. Союз шести городов состоял из трёх крупных и влиятельных (Баутцен, Гёрлиц и Циттау) и трёх небольших (Каменц, Лаубан и Лёбау) городов. Однако в принципе все города-члены союза были равноправными.
Баутцен председательствовал в совете союза и имел «первый голос». До середины XIV века он был ведущим в области экономики, культуры и образования. Баутцен имел право ставить свою печать под написанными от имени союза письма и открывать письма, адресованные союзу. Это иногда приводило к спорам с Гёрлицом, который с начала XV века экономически превосходил соперника. Важным обстоятельством в пользу Баутцена было то, что в нём разместился фогт, штатгальтер (наместник) короля, который был верховным представителем высшей военной, административной и судебной власти.

## Распад союза
Когда в 1815 году по решению Венского конгресса Лужица была разделена, а Гёрлиц и Лаубан стали частью Пруссии, почти 500-летняя история союза завершилась. Те города, которые оставались в Саксонии, образовали «Союз четырёх городов», но он был незначимым и распался в 1868 году.